# American Center for Law and Justice
Das American Center for Law and Justice (ACLJ) ist eine US-amerikanische evangelikale Organisation, die unter anderem die Lebensrechtsbewegung (Abtreibungsgegnerschaft) vertritt.
Das ACLJ wurde 1990 von dem evangelikalen Fernsehprediger Pat Robertson als Gegenpol zur American Civil Liberties Union gegründet, um religiöser Intoleranz gegenüber Christen entgegenzuwirken. Der Sitz der Organisation ist in Washington, D.C.
Im Jahr 1992 berief Robertson Jay Sekulow zum Direktor und Chefanwalt. Sekulow, der erfolgreich mehrere Verfahren vor dem Obersten Gerichtshof der Vereinigten Staaten führte und als Fürsprecher konservativer Interessen gilt, wird der Religiösen Rechten in den Vereinigten Staaten zugerechnet.
Das European Centre for Law and Justice (ECLJ) wurde 1998 von Jay Sekulow und Thomas Patrick Monaghan als europäischer Ausleger des ACLJ gegründet.
Das ACLJ gehört zu einer Reihe von zahlreichen amerikanischen christlichen Bewegungen, die in Afrika aktiv sind, um die Verabschiedung von konservativ-christlichen Gesetzen zu beeinflussen. Dabei wird ein besonderer Schwerpunkt auf die Kriminalisierung der Homosexualität gelegt, einschließlich eines Gesetzes zur Homosexualität in Uganda.

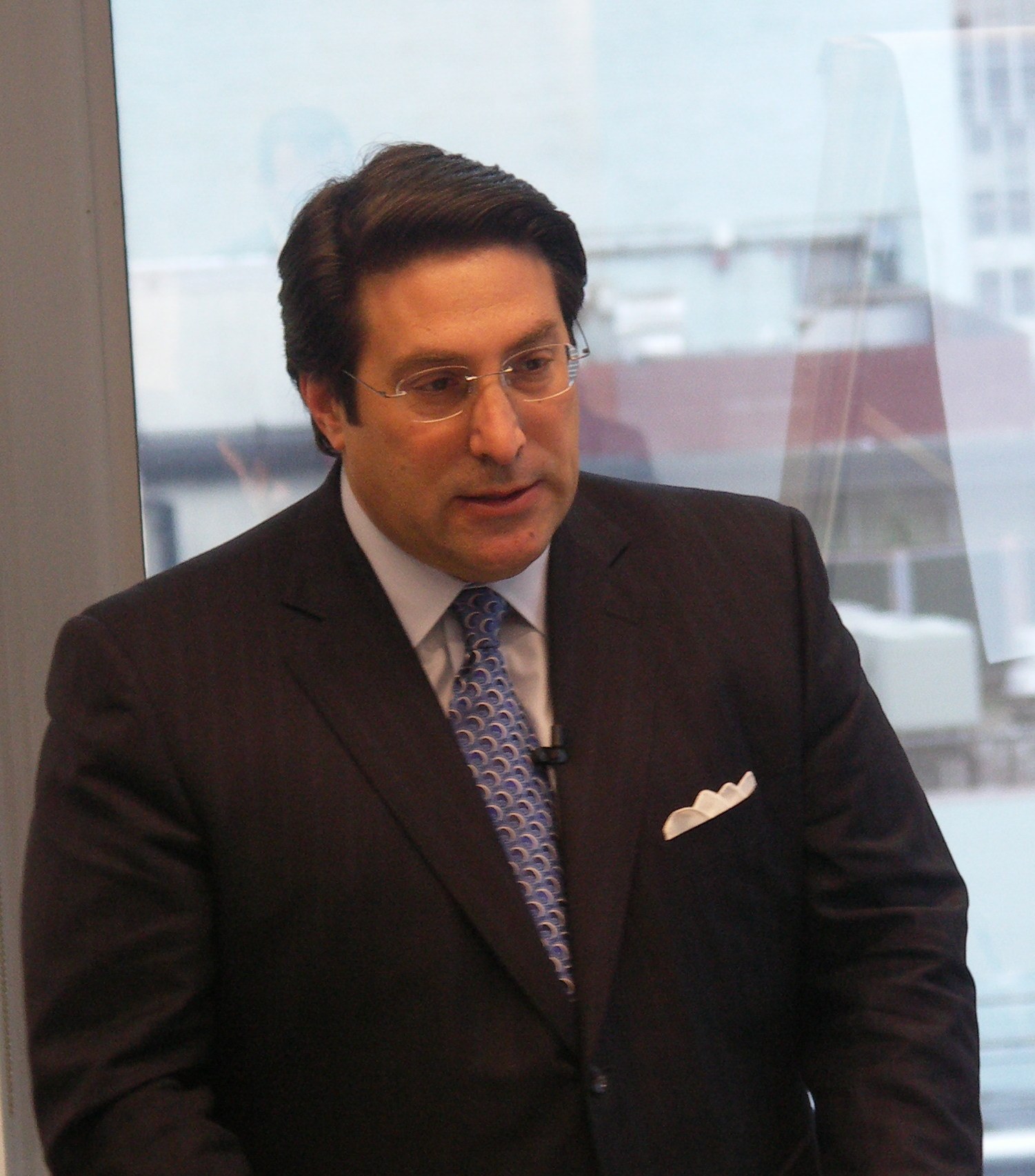
Jay Sekulow (2006)
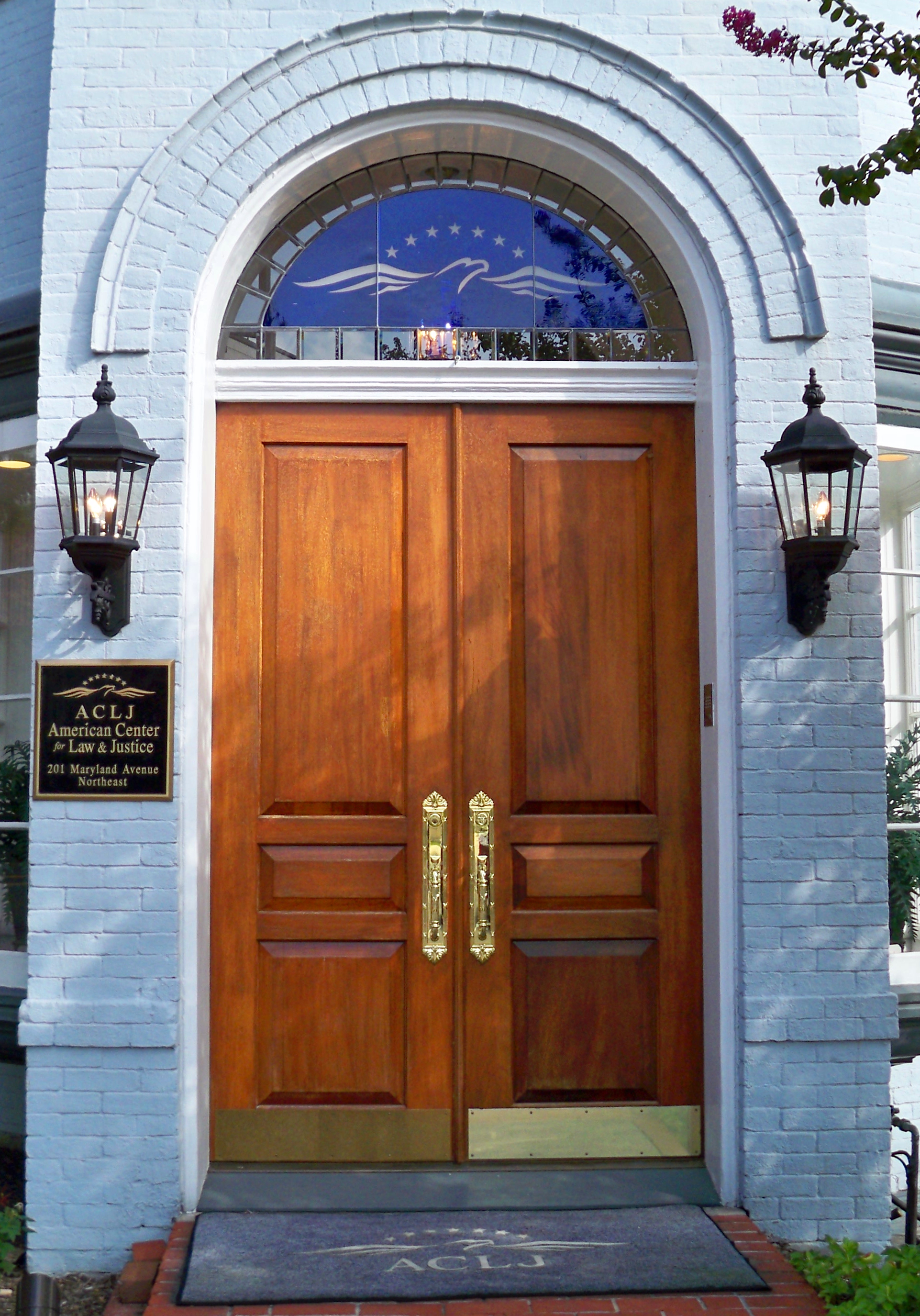
ACLJ-Sitz
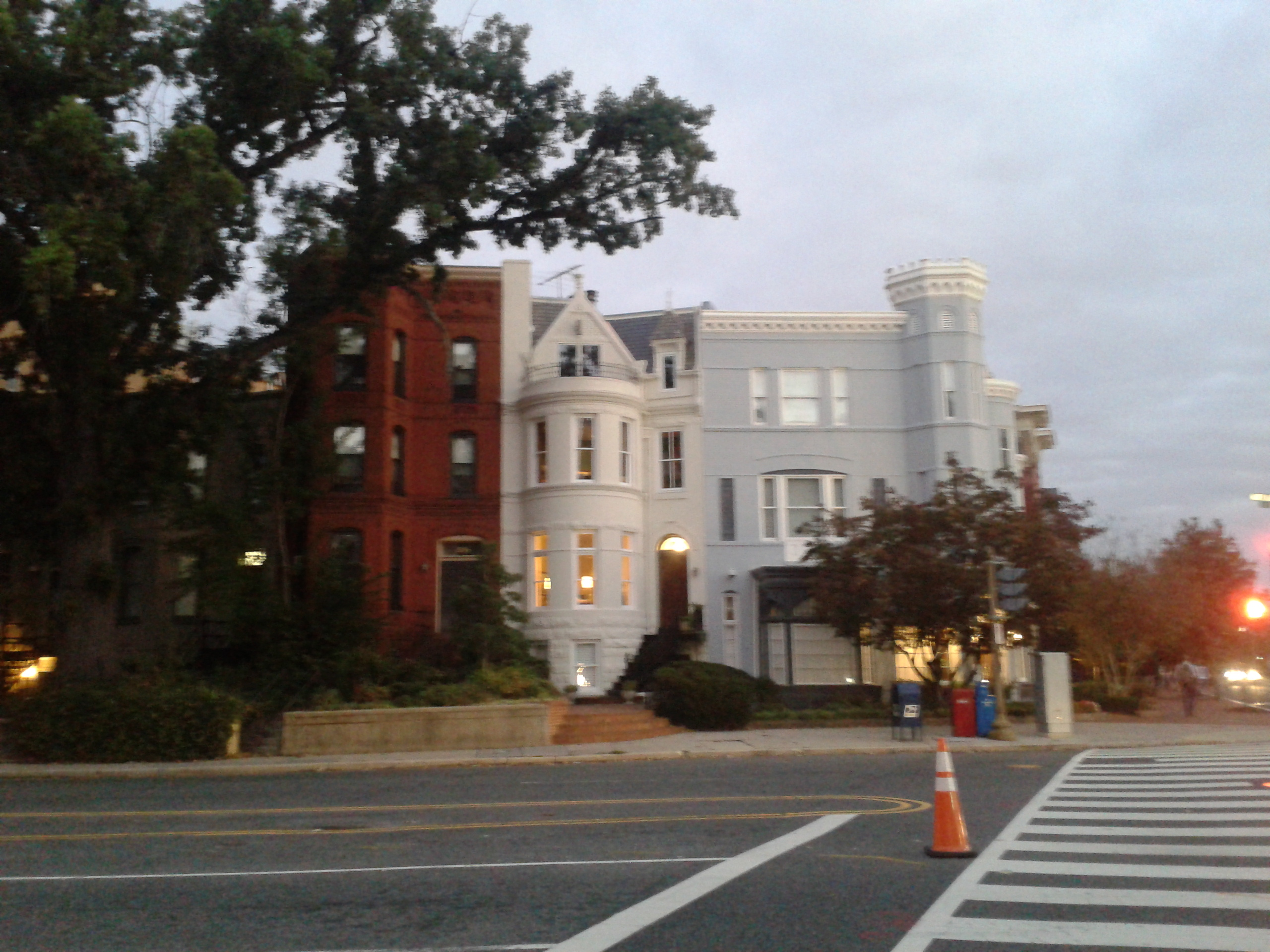
Sitz der ACLJ in Washington, D.C.